# 贺知章《龙瑞宫记》摩崖刻石
贺知章《龙瑞宫记》摩崖刻石位于浙江省绍兴市越城区稽山街道(原禹陵乡)望仙桥村西300米宛委山南坡，刻于高4米、宽8.8米的“飞来石”上。题刻高0.76米、宽0.69米。唐代诗人贺知章撰并书。文12行，阴刻楷书，记龙瑞宫的沿革及其界止。旁有宋以来题刻20多处。 